# Cuica
Cuica (Cuyca) je skupina indijanskih plemena i jezika porodice Timotean nastanjenih u 16. stoljeću u blizini jezera Maracaibo u Venezuelskoj državi Trujillo. Skupina Cuica obuhvaćala je plemenske nazive Jajó i Eskuke koja su se služila vlastitim dijalektima.